# Nagyvisnyó, Heves
Nagyvisnyó  este un sat în districtul Bélapátfalva, județul Heves, Ungaria, având o populație de 1.014 locuitori (2011). 

## Demografie
Componența etnică a satului Nagyvisnyó
     Maghiari (97,32%)
     Romi (2,04%)
     Germani (0,64%)
Componența confesională a satului Nagyvisnyó
     Reformați (51,87%)
     Romano-catolici (12,33%)
     Fără religie (8,19%)
     Necunoscută (25,64%)
     Alte religii (6,8%)
Conform recensământului din 2011, satul Nagyvisnyó avea 1.014 locuitori. Din punct de vedere etnic, majoritatea locuitorilor (97,32%) erau maghiari, cu o minoritate de romi (2,04%).  Din punct de vedere confesional, majoritatea locuitorilor (51,87%) erau reformați, existând și minorități de romano-catolici (12,33%) și persoane fără religie (8,19%). Pentru 25,64% din locuitori nu este cunoscută apartenența confesională.